# Chelsea Gray
Chelsea Nichelle Gray (Hayward, 8 ottobre 1992) è una cestista statunitense, professionista nella WNBA.

## Carriera
È stata selezionata dalle Connecticut Sun al primo giro del Draft WNBA 2014 con l'11ª chiamata assoluta.
Con gli Stati Uniti ha disputato i Giochi olimpici di Tokyo 2020 e i Campionati mondiali del 2022.

## Statistiche

### College
| Anno      | Squadra          | PG  | PT | MP   | TC%  | 3P%  | TL%  | RP  | AP  | PRP | SP  | PP   |
| --------- | ---------------- | --- | -- | ---- | ---- | ---- | ---- | --- | --- | --- | --- | ---- |
| 2010-2011 | Duke Blue Devils | 34  | 18 | 21,2 | 43,2 | 39,8 | 80,5 | 3,3 | 2,5 | 1,9 | 0,2 | 8,7  |
| 2011-2012 | Duke Blue Devils | 33  | 33 | 32,2 | 45,8 | 37,7 | 82,1 | 4,9 | 6,1 | 2,8 | 0,4 | 12,5 |
| 2012-2013 | Duke Blue Devils | 25  | 25 | 30,3 | 42,1 | 40,7 | 85,1 | 5,3 | 5,4 | 3,6 | 0,1 | 12,6 |
| 2013-2014 | Duke Blue Devils | 17  | 16 | 27,7 | 50,4 | 33,3 | 74,5 | 4,2 | 7,2 | 2,9 | 0,2 | 10,8 |
| Carriera  | Carriera         | 109 | 92 | 27,7 | 44,9 | 38,5 | 81,4 | 4,4 | 5,0 | 2,7 | 0,2 | 11,1 |

### WNBA

#### Regular Season
| Anno     | Squadra         | PG  | PT  | MP   | TC%  | 3P%  | TL%  | RP  | AP  | PRP | SP  | PP   |
| -------- | --------------- | --- | --- | ---- | ---- | ---- | ---- | --- | --- | --- | --- | ---- |
| 2015     | Connecticut Sun | 34  | 0   | 16,0 | 42,4 | 34,8 | 81,6 | 2,3 | 2,7 | 0,6 | 0,1 | 6,9  |
| 2016†    | L.A. Sparks     | 33  | 1   | 16,4 | 45,2 | 30,4 | 78,0 | 1,8 | 2,2 | 0,5 | 0,1 | 5,9  |
| 2017     | L.A. Sparks     | 34  | 34  | 33,1 | 50,7 | 48,2 | 82,7 | 3,3 | 4,4 | 1,1 | 0,2 | 14,8 |
| 2018     | L.A. Sparks     | 34  | 34  | 32,7 | 48,4 | 39,2 | 83,5 | 3,4 | 5,1 | 1,4 | 0,2 | 14,9 |
| 2019     | L.A. Sparks     | 34  | 34  | 32,6 | 41,6 | 38,2 | 91,7 | 3,8 | 5,9 | 1,0 | 0,1 | 14,5 |
| 2020     | L.A. Sparks     | 22  | 22  | 30,9 | 44,2 | 30,5 | 93,9 | 3,7 | 5,3 | 1,5 | 0,1 | 14,0 |
| 2021     | Las Vegas Aces  | 32  | 32  | 28,9 | 45,4 | 38,0 | 88,9 | 2,9 | 5,9 | 1,2 | 0,3 | 11,1 |
| 2022†    | Las Vegas Aces  | 35  | 35  | 29,7 | 49,1 | 34,0 | 91,0 | 3,2 | 6,1 | 1,6 | 0,3 | 13,7 |
| 2023†    | Las Vegas Aces  | 40  | 40  | 32,2 | 49,0 | 42,1 | 89,7 | 4,0 | 7,3 | 1,4 | 0,6 | 15,3 |
| 2024     | Las Vegas Aces  | 27  | 25  | 26,0 | 40,8 | 33,8 | 81,3 | 2,9 | 4,9 | 1,3 | 0,7 | 8,6  |
| Carriera | Carriera        | 325 | 257 | 28,0 | 46,1 | 37,9 | 86,5 | 3,1 | 5,0 | 1,2 | 0,2 | 11,9 |

#### Playoffs
| Anno     | Squadra        | PG | PT | MP   | TC%  | 3P%  | TL%  | RP  | AP  | PRP | SP  | PP   |
| -------- | -------------- | -- | -- | ---- | ---- | ---- | ---- | --- | --- | --- | --- | ---- |
| 2016†    | L.A. Sparks    | 9  | 0  | 22,1 | 40,6 | 39,1 | 83,3 | 1,7 | 2,8 | 1,1 | 0,0 | 9,0  |
| 2017     | L.A. Sparks    | 8  | 8  | 35,5 | 46,1 | 33,3 | 77,8 | 3,4 | 6,8 | 1,4 | 0,3 | 15,1 |
| 2018     | L.A. Sparks    | 2  | 2  | 31,5 | 39,3 | 42,9 | 83,3 | 4,0 | 4,5 | 0,0 | 0,5 | 16,5 |
| 2019     | L.A. Sparks    | 4  | 4  | 32,5 | 36,7 | 33,3 | 66,7 | 3,0 | 5,3 | 1,3 | 0,3 | 10,5 |
| 2020     | L.A. Sparks    | 1  | 1  | 35,0 | 22,2 | 0,0  | -    | 2,0 | 0,0 | 1,0 | 0,0 | 4,0  |
| 2021     | Las Vegas Aces | 5  | 5  | 28,4 | 46,2 | 38,9 | 100  | 3,2 | 6,4 | 1,0 | 0,0 | 15,4 |
| 2022†    | Las Vegas Aces | 10 | 10 | 34,0 | 61,1 | 54,4 | 83,3 | 3,8 | 7,0 | 1,2 | 0,6 | 21,7 |
| 2023†    | Las Vegas Aces | 8  | 8  | 35,9 | 43,6 | 35,5 | 100  | 4,8 | 6,8 | 1,5 | 1,0 | 15,6 |
| 2024     | Las Vegas Aces | 6  | 6  | 32,0 | 38,3 | 28,6 | 81,8 | 2,7 | 6,2 | 0,7 | 1,0 | 10,5 |
| Carriera | Carriera       | 53 | 44 | 31,5 | 46,4 | 39,4 | 86,3 | 3,2 | 5,7 | 1,1 | 0,5 | 14,4 |

## Palmarès
- Campionato WNBA: 3

Los Angeles Sparks: 2016
Las Vegas Aces: 2022, 2023
- WNBA Finals Most Valuable Player

2022
- All-WNBA First Team (2019)
- 2 volte All-WNBA Second Team (2017, 2023)
- Migliore tiratrice da tre punti WNBA (2017)